# Rovana di Bosco
La Rovana di Bosco è un fiume del Canton Ticino il quale, confluendo con la Rovana di Campo, dà origine al fiume Rovana. 

## Percorso
La Rovana di Bosco è lunga circa 12 km  e nasce sul monte Madone, sopra Bosco Gurin, in Svizzera, ad un'altezza di 2748 m s.l.m. I suoi principali affluenti sono il Ri della Pianca e il Ri di Campioi. 
La Rovana di Bosco forma la Val di Bosco e bagna i territori di Bosco Gurin, Corino e Collinasca.